# Buljarica
Buljarica (en serbe cyrillique : Буљарица) est un village du sud du Monténégro, dans la municipalité de Budva.

## Démographie

### Évolution historique de la population
| 1948 | 1953 | 1961 | 1971 | 1981 | 1991 | 2003 |
| ---- | ---- | ---- | ---- | ---- | ---- | ---- |
| 262  | 270  | 299  | 398  | 367  | 183  | 160  |